# 稲垣昌子
稲垣 昌子（いながき まさこ、1907年1月10日 - 1981年10月6日）は、日本の児童文学作家。

## 略歴
東京生まれ。旧姓・藤原。東京高等女学校卒、大阪の梅花女子専門学校（現梅花女子大学）卒、早稲田大学英文科卒。早大図書館に四年間勤め、稲垣達郎と結婚。1955年前後から児童文学同人誌『だ・かぽ』に作品を発表。
1964年『マアおばさんはネコがすき』でNHK児童文学賞奨励賞、日本児童文学者協会賞受賞。

## 著書
- 『マアおばさんはネコがすき』（福田庄助絵、理論社、ジュニア・ロマンブック） 1964
- 『かあさんがんばる』（鈴木義治絵、理論社、ジュニア・ロマンブック） 1966
- 『もくれん通りであそぼうよ』（福田庄助絵、理論社、小学生文庫） 1969
- 『ねこのりぼんはSOS』（金山桂子絵、国土社） 1971

### 再話
- 『ふしぎなオルガン』（レアンダー原作、池田浩彰絵、世界出版社） 1967

## 注
1. ↑  日本人名大辞典